# Langues bird's head de l'Ouest
Les langues bird's head de l'Ouest sont une famille de langues papoues parlées en Indonésie, dans la péninsule de Doberai, située à l'extrémité occidentale de la Nouvelle-Guinée, dans la province de Papouasie.

## Classification
Malcolm Ross (2005) inclut les langues bird's head de l'ouest dans sa proposition de papou occidental « étendu ». Haspelmath, Hammarström, Forkel et Bank les classent comme une famille de langues indépendante.

## Liste des langues
Les langues bird's head de l'Ouest sont :
- langues bird's head de l'Ouest
  - groupe seget-moi 
    - moi
    - seget

  - groupe bird's head du Sud-Ouest
    - kalabra
    - moraid
    - tehit